# SuperTuxKart
 (novembre 2023).
SuperTuxKart (STK) est un jeu de course de karts libre et gratuit, distribué selon les termes de la licence GNU General Public License, version 3. De nombreux personnages sont des mascottes issues du monde de l'open-source. SuperTuxKart est un jeu multiplateforme, disponible sur Windows, macOS, Linux, Android et Nintendo Switch (homebrew).
SuperTuxKart était à ses débuts un simple dérivé d'un autre jeu de course, TuxKart, jeu développé à l'origine par Steve et Oliver Baker à partir de 2000. Le développement ayant stagné vers mars 2004, un dérivé nommé SuperTuxKart a été créé en 2006 par une autre équipe de développeurs. Le jeu est toujours activement maintenu à ce jour.

## Système de jeu
Le joueur participe à des courses de karts, avec de 1 à 20 joueurs au total, contrôlés physiquement ou par l'ordinateur. En course normale, le joueur interagit avec des cadeaux qui l'aideront à ralentir ou détruire son adversaire mais peut en revanche se heurter à des peaux de bananes dispersées sur la piste. Le jeu se veut donc plus amusant que réaliste.

### Modes de jeu

#### Solo - Hors-ligne

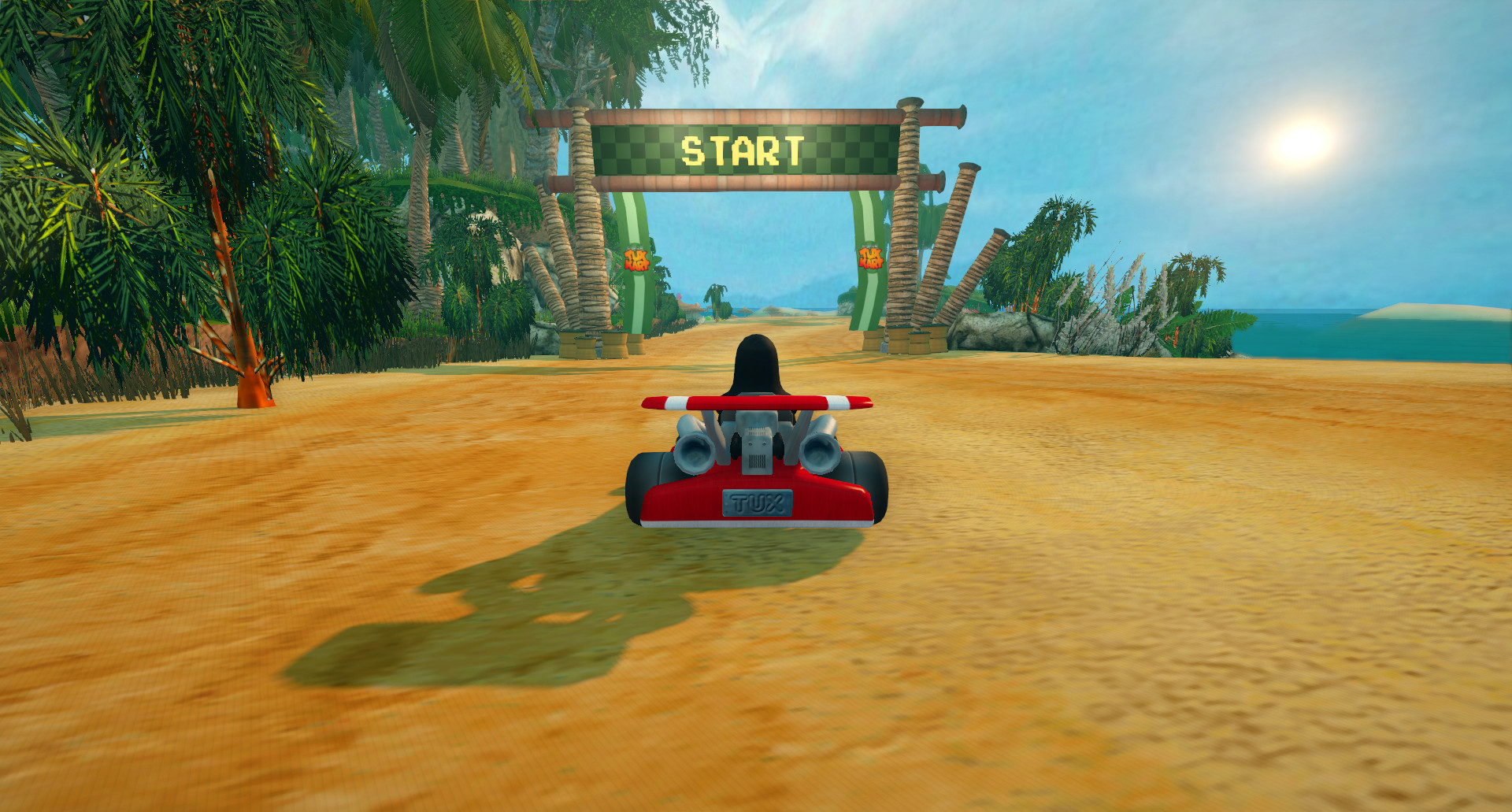
Le mode course solo (version 0.9).

Le joueur participe à des courses dans lesquelles d'autres karts (de 0 à 19) sont dirigés par l'ordinateur. Par défaut, le joueur démarre toujours la course en dernière position. 7 modes de jeu sont disponibles.
Le mode Course normale permet de participer à une simple course contre d'autres karts avec divers objets comme aide.
En mode Contre-la-montre, le joueur devra battre les records de temps sur un circuit, avec ou sans adversaires. Contrairement au mode Course, il y a aucune arme, mais chaque kart a un nombre de zippers identique au nombre de tours au début de la course.
Un autre mode de jeu est Suivre le meneur : le but est de rester le plus près possible du meneur (le kart étant en première position lors du départ), sans le dépasser. 
Le mode Bataille, implémenté pour le mode multijoueur initialement, consiste à envoyer des objets aux adversaires sur une arène pour les éliminer au bout de 3 objets reçus. Depuis la version 1.0, des pneus de rechange sont portés par des personnages sur l'arène.
Lors de la sortie 0.8.1, deux nouveaux modes sont disponibles.
Le mode Football consiste à pousser un ballon avec son kart jusqu'à la cage adverse. Le jeu s'arrête au bout d'un nombre de buts ou au bout d'un certain temps.
Le mode Chasse aux œufs, quant à lui, demande au joueur, seul sur le parcours, de chercher des œufs cachés partout sur le circuit en un minimum de temps.

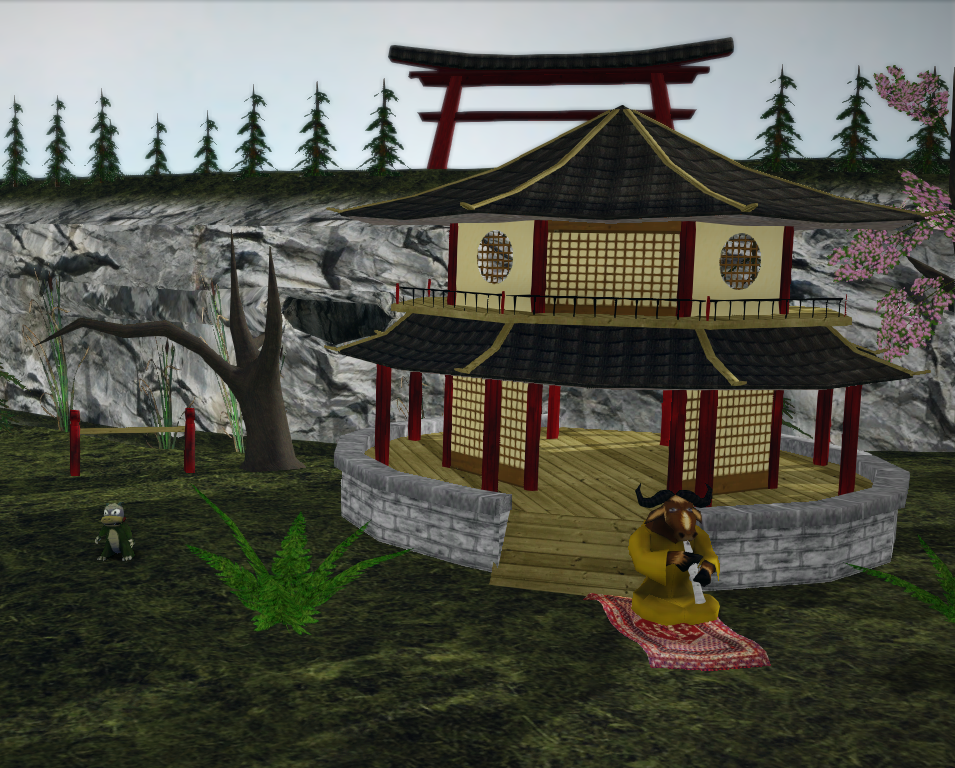
Cinématique d'introduction du mode histoire

Enfin, il est possible de participer à un Grand Prix, qui consiste à parcourir plusieurs circuits à la suite.

#### Multijoueur

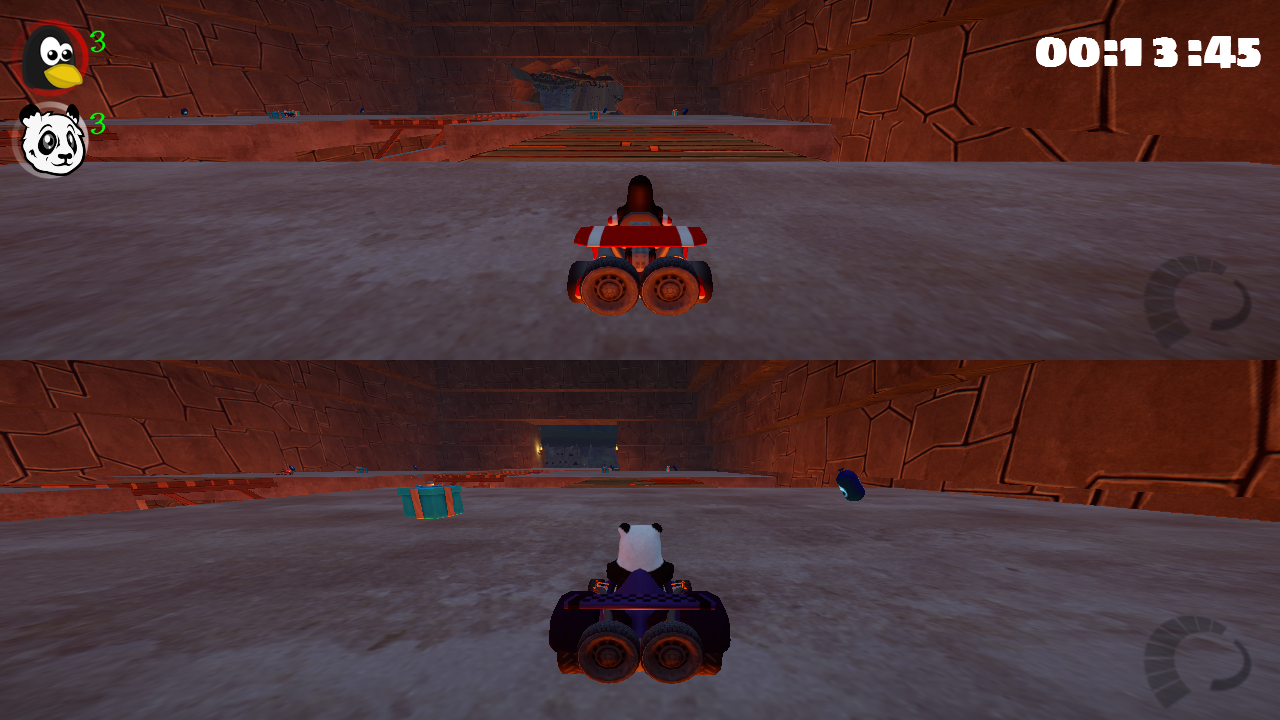
Le mode multijoueur local

Depuis la version 0.4, il est possible de jouer jusqu'à quatre sur la même machine. La version 1.0 ajoute la possibilité de jouer en réseau[source insuffisante].
Depuis la version 0.6, il est possible de faire un combat en arène.
Depuis la version 1.0, il est possible de créer ou rejoindre un serveur en ligne.

#### Défis
Depuis la version 0.5, il est possible de faire des « défis » afin de gagner des niveaux de jeu, des circuits, un Grand Prix, etc.
Ces défis permettent de débloquer des circuits, les Grand Prix ainsi qu'un kart dans le mode histoire.

### Objets
Si l’adresse pour négocier les difficultés du circuit joue un rôle important, un aspect particulier du jeu tient à la multiplicité des objets et armes pouvant être utilisés contre les adversaires. En complément, des pièges disséminés sur le parcours ralentissent la progression des joueurs. Tous les karts, y compris ceux contrôlés par l’ordinateur, peuvent utiliser toutes les armes.

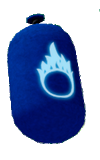
Fiole de nitro bleue

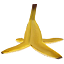
Banane à éviter.

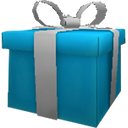
Les boîtes bleues à traverser sont similaires à celle-ci

### Karts
Le jeu compte 18 karts, représentant pour la plupart des mascottes de systèmes d'exploitation ou de logiciels libres :
- Amanda (Window Maker)
- Adiumy (Adium)
- Emule
- Gavroche (GNU MediaGoblin)
- Gnu (Gnu)
- Godette
- Hexley (OpenDarwin)
- Kiki (Krita)
- Konqi (KDE)
- Nolok
- Pidgin
- Puffy (OpenBSD)
- Pepper (Pepper & Carrot)
- Sata (OpenGameArt)
- Suzanne (Blender)
- Tux (Linux)
- Wilber (GIMP)
- Xue (XFCE)

Nolok est le seul personnage ne représentant aucun projet en particulier : il est en fait l'antagoniste d'un autre jeu libre mettant en scène Tux et ses amis, SuperTux. Il se distingue également au niveau de l’apparence de certaines de ses armes. C'est également l'antagoniste du mode histoire.

### Circuits
Dans la version de base, le jeu propose 32 circuits différents, qui se distinguent par leur décor à thème (pyramides, intérieur d’une salle de classe, planètes, etc.). Le fond sonore est une musique libre de droits adaptée à la thématique du circuit.

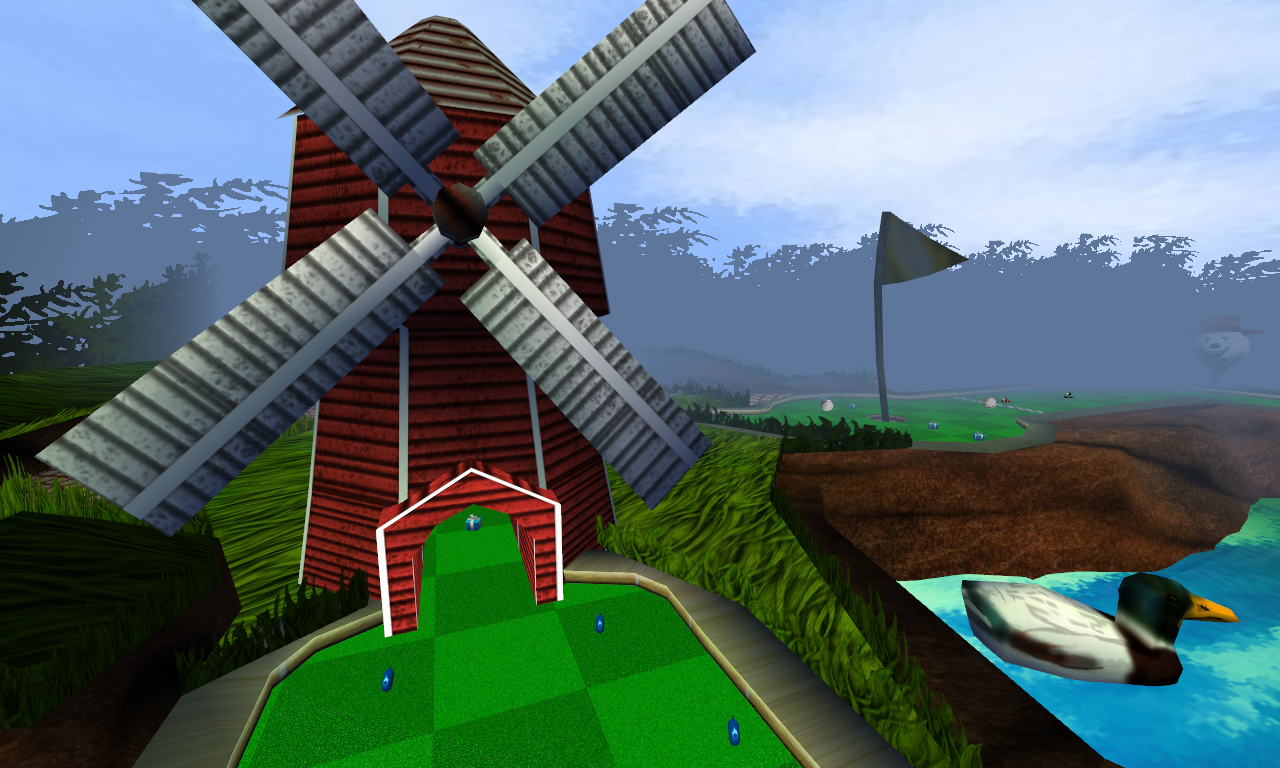
Minigolf
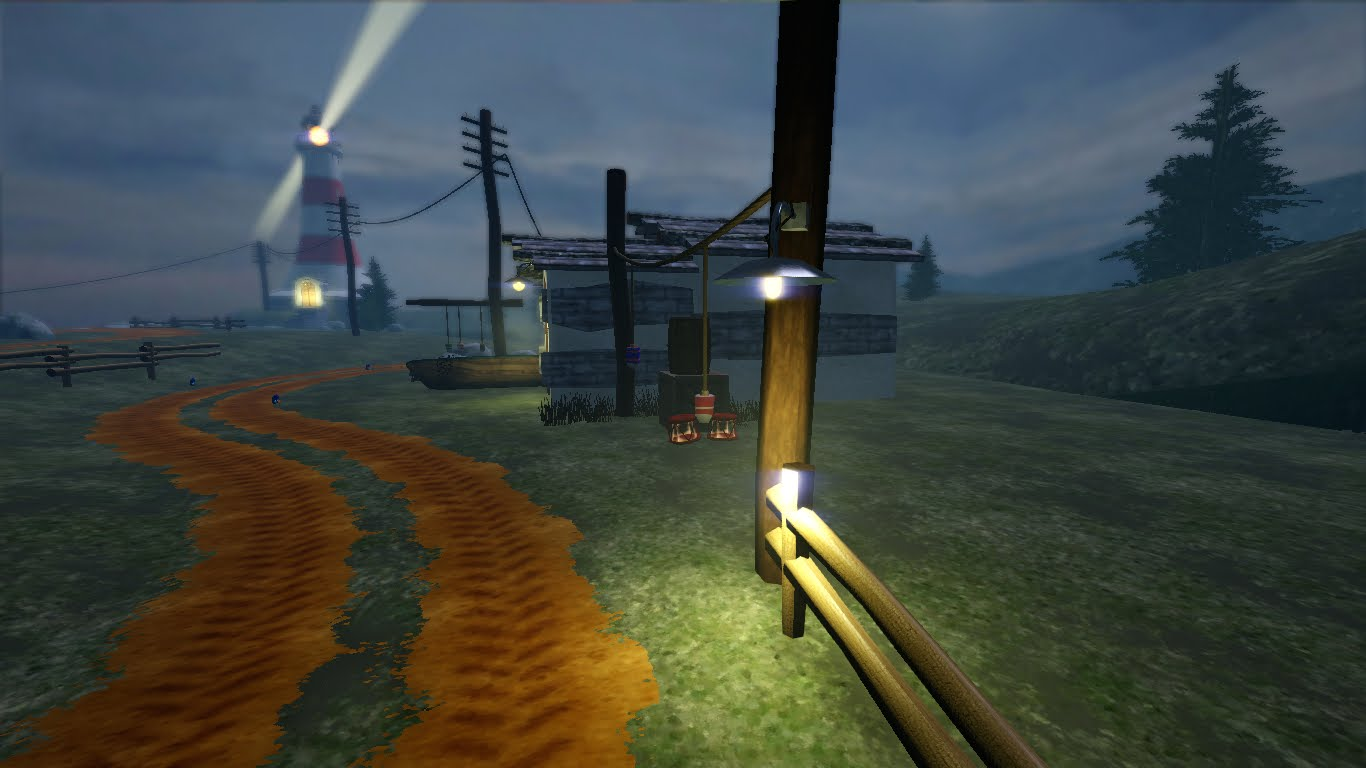
Autour du phare
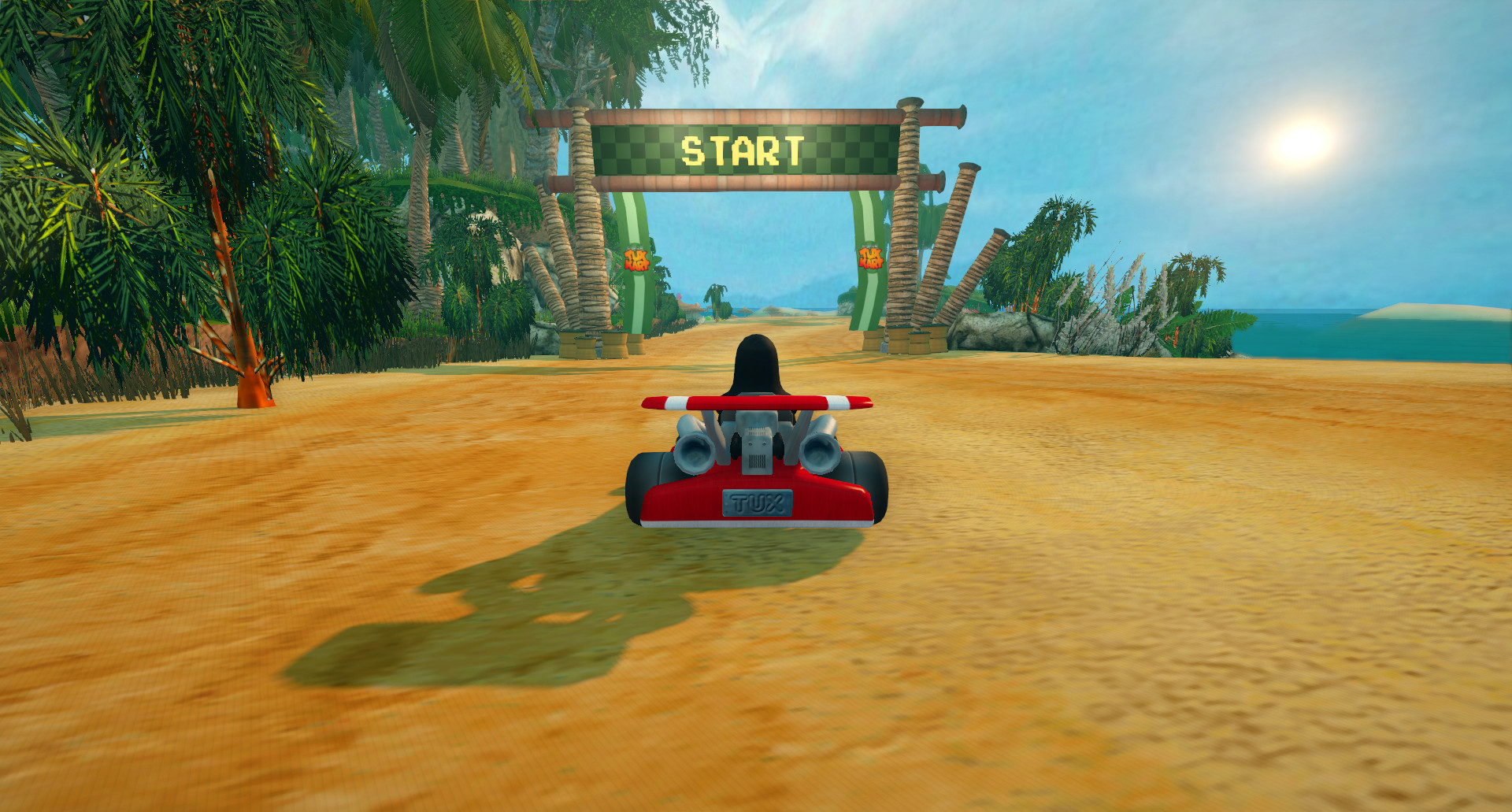
L'île Grand Paradiso
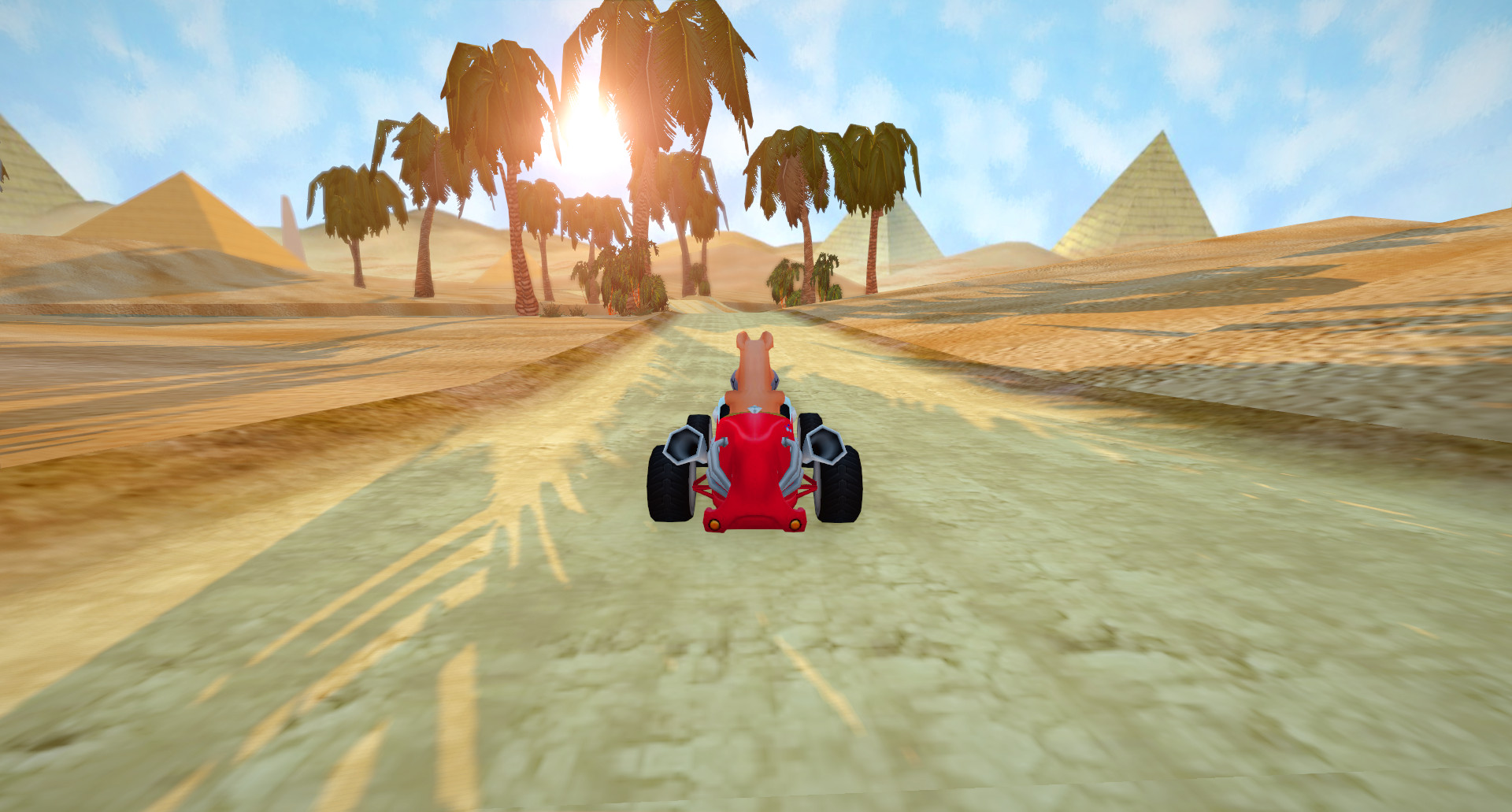
Sables mouvants
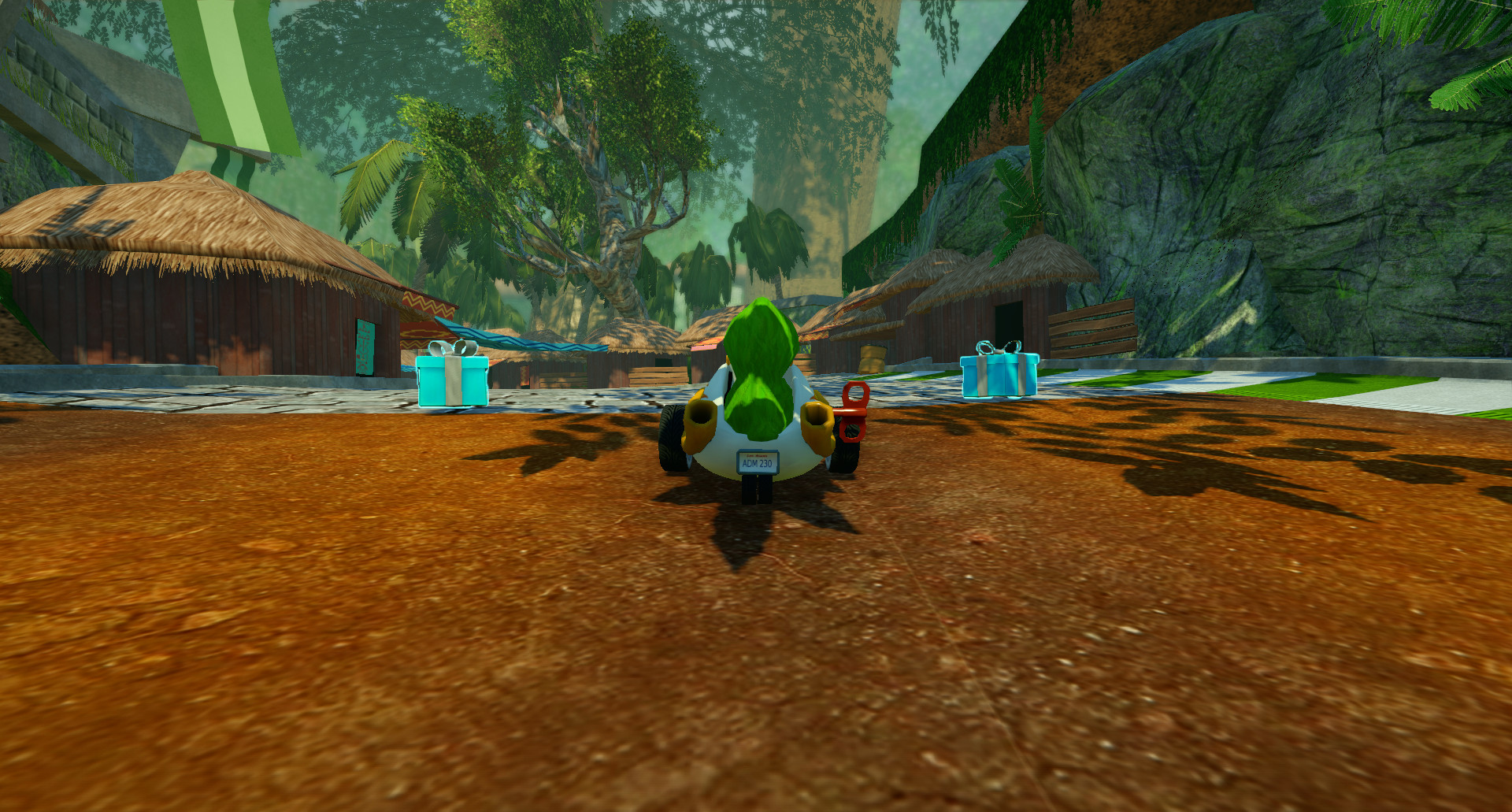
Temple Cacao

## Développement
Joerg Henrichs (alias hiker) et Marianne Gagnon (alias Auria) sont les deux initiateurs du projet. Ils s'occupaient de coordonner les efforts des nombreux contributeurs qu'ils soient développeurs, infographistes ou traducteurs. Joerg Henrichs a toutefois annoncé qu'il quittait le projet le 16 mai 2019. Marianne Gagnon, bien que toujours active dans le projet, a abandonné la fonction de leader du projet.
Benau et Alayan, contributeurs du projet, le maintiennent désormais.
STK est écrit dans le langage de programmation C++ et utilise le moteur 3D Antartica ; conçu spécifiquement pour ce jeu, il est dérivé d'Irrlicht. Le jeu dépend aussi des bibliothèques OpenAL, OpenGL, Vorbis et Ogg. Le projet utilise le gestionnaire de version SVN et son code source est sous licence GNU GPL v3.

### Musique
Les musiques créées par la communauté pour SuperTuxKart sont publiées sous licence libre, tout comme le reste du projet.
|  | Boom boom boom                                                         |                    | Matt Thomas                    | GNU GPL 3     | 0:38 |
|  | Druckverlust                                                           |                    | ChillCarrier                   | CC-SA 3.0     | 2:51 |
|  | Lava                                                                   |                    | Kalsan                         | CC-BY-SA 3.0  | 2:24 |
|  | MayDay Mayham (Thème principal)                                        | Constantin Pelikan | Alessandro Bottura             | CC-SA 3.0     | 2:39 |
|  | On the River                                                           | Magne Djupvik      | Bluepiano                      | CC-BY-SA 3.0  | 2:14 |
|  | Origin                                                                 |                    | Jahzzar                        | CC-BY-SA 3.0  | 2:01 |
|  | Penguin Party                                                          |                    | Magne Djupvik                  | GNU GPL       | 1:39 |
|  | Sky Vibe - High Frequency                                              | Constantin Pelikan | Speedsound                     | CC-BY-SA 3.0  | 3:17 |
|  | Snowy                                                                  |                    | Chris Leutwyler                | CC-SA 3.0     | 1:01 |
|  | Easy Job                                                               |                    | The Dead Rocks                 | CC-BY-SA 3.0  | 2:16 |
|  | Green Secret from Amazônia                                             |                    | The Dead Rocks                 | CC-BY-SA 3.0  | 1:25 |
|  | Dance Cleopatra                                                        |                    | ZamalSka                       | CC-BY-SA 3.0  | 3:02 |
|  | Kart Grand Prix                                                        |                    | Weirwood                       | CC            | 1:40 |
|  | Lose Theme                                                             |                    | Weirwood                       | CC            | 0:14 |
|  | Race Summary                                                           |                    | Dundersylt                     | CC-BY-SA 3.0+ | 0:25 |
|  | Win Theme                                                              |                    | Weirwood                       | CC            | 2:13 |
|  | Ethereal Spectrum (Musique spécifique au circuit « Dans les étoiles ») |                    | Asha B.                        | nc            | 2:52 |
|  | West (Musique spécifique au circuit « La vieille mine »)               |                    | Chris Leutwyler alias Krobonil | CC-SA         | 1:08 |
|  | Secret Garden (Musique spécifique au circuit « Jardin Secret »)        |                    | DJ Helium                      | CC-BY-SA 3.0  | 2:04 |
|  | Amazon Jungle (Musique spécifique au circuit « Voyage en Amazonie »)   |                    | Auria                          | CC-BY-SA 3.0  | 2:01 |

### Extensions
Les extensions proposées à partir de la version 0.7.2 sont l'œuvre de la communauté et permettent d'allonger la durée de vie du jeu. Des karts et des circuits supplémentaires sont ainsi disponibles.
Ces karts et ces circuits ainsi que ceux disponibles par défaut sont réalisés sous le logiciel libre de modélisation et de rendu 3D Blender.